# Pierre Dénis (Wasserbauingenieur)
Pierre Dénis (* vor 1694 in Paris; † 1700) war ein französischer Wasserbauingenieur und Fontainier.

## Leben
Der aus Paris stammende Pierre Dénis wurde als Nachfolger des 1693 in Celle verstorbenen Hofarchitekten und Brunnenmeisters Johann Friedrich de Münter aus Paris angeworben und Ostern 1694 zur Leitung des Fontainenwesens im Großen Garten von Herrenhausen angestellt. Dort wirkte er im Dienste zunächst von Ernst August, Kurfürst von Braunschweig-Lüneburg.
Bei einem Gehalt von 500 Thalern führte Dénis die Arbeiten de Münters zur Verbesserung der Wasserspiele des Großen Gartens fort. Zur besseren Versorgung der Herrenhäuser Wasserreservoirs mittels Fernleitungen suchte er im Gebiet um Ahlem und Harenberg jedoch erfolglos nach weiteren hoch gelegenen Quellen.
Während Gottfried Wilhelm Leibniz 1696 einen eigenen Entwurf zur Versorgung der Wasserspiele mit einer Zeichnung illustrierte, schlug Dénis die Anlage eines Schöpfrades am Ufer der Leine vor. Mit den Vorbereitungen zu dessen Bau bei einem Durchmesser von knapp 15 Metern wurde im Winter 1696/97 begonnen. Für das zu konstruierende Wasserrad wurden lange Hölzer aus den Forsten am Deister, bei Grasdorf, Ahlem und Lathwehren und sogar aus der Nähe von Northeim herbeigeschafft. Für die Welle des Schöpfrades wurde ein besonders großer Baum mit Hilfe von Schlitten aus dem Cananoher Forst angefahren.
In den Jahren 1697 und 1698 begutachtete Dénis zudem das Fontainenwesen in Celle.
Mit dem Tod des Kurfürsten Ernst August Anfang 1698, der während seiner Regierungszeit für das Herrenhäuser Fontänenprojekt rund 46.000 Reichstaler verausgabt hatte, blieben die von Dénis begonnenen Arbeiten für das Schöpfwerk an der Leine liegen.